# Lasiopetalum macrophyllum
Lasiopetalum macrophyllum är en malvaväxtart som beskrevs av R. Grah.. Lasiopetalum macrophyllum ingår i släktet Lasiopetalum och familjen malvaväxter. Inga underarter finns listade i Catalogue of Life.